# Puig Rodó (Vilallonga de Ter)
El Puig Rodó és una muntanya de 1.680 metres que es troba al municipi de Vilallonga de Ter, a la comarca catalana del Ripollès.